# ليلى التريكي
ليلى التريكي (مواليد سنة 1975) هي مخرجة أفلام مغربية، تخرجت من المعهد العالي للفن المسرحي والتنشيط الثقافي، أخرجت مجموعة مهمة من الأفلام والمسلسلات التلفزيونية المغربية، بدأت مشوارها الفني سنة 2001 من خلال مجموعة من الأفلام القصيرة.

## النشأة
وُلدت ليلى التريكي سنة 1975 في حي أكدال بمدينة الرباط، والدها كان مصرفيًا، ترعرعت وسط عائلة تُقدر الفن، حيث كانت تستمع إلى موسيقى البلوز والروك والموسيقى العربية منذ الطفولة، التحقت بمدرسة شبه دولية، حيث تلقت تعليمها الأولي باللغتين الفرنسية والعربية.
في هذه المدرسة، بدأت الطفلة دروس الصولفيج، وتعلمت العزف على البيانو، كما مارست رقص الباليه الكلاسيكي، كما أن قربها من قاعة سينما حي أكدال جعلها تشاهد الكثير من الأفلام، وفي سن صغيرة، كانت تمتلك نظرة نقدية تجاه الأفلام، لكن مسارها الدراسي كان موجهًا نحو العلوم التجريبية، مما جعلها تجد صعوبة في إقناع والديها بتغيير مسارها نحو دراسة الفن.
لكنها نجحت في الالتحاق بمدرسة الإعلام، معتقدة أن ذلك سيقربها من عالم الفن، إلا أنها أدركت بعد عام أن هذا لم يغذِّ شغفها الفني كما كانت تأمل. في عام 1994، قررت التقدم لامتحان المعهد العالي للفن المسرحي والتنشيط الثقافي، وتمكنت من النجاح فيه بل وتصدرت قائمة المقبولين، مما فتح أمامها أربعة أعوام من الدراسة هناك.
في البداية، اختارت دراسة التمثيل، لكنها لم تكن راضية عن أدائها التمثيلي، فغيرت اختيارها إلى تخصص السينوغرافيا، وقد كان قرارها صائبًا، إذ أنهت دراستها متفوقة كأولى دفعتها، وذلك بفضل بحثها الأكاديمي الذي لاقى استحسان لجنة التحكيم.

## مشوارها الفني
بعد تخرجها، كانت ترغب في استكمال دراستها في الخارج، لكنها كانت بحاجة إلى منحة دراسية، وهو أمر لم يكن سهلًا حتى مع تفوقها الأكاديمي. ونظرًا لعدم توفر الدعم المالي، اضطرت إلى رفض عرض دراسة من جامعة بوسطن بالولايات المتحدة. وبدلًا من ذلك، اكتسبت الخبرة مباشرة من مواقع التصوير، حيث عملت كمصممة ديكور في فيلم لعبة التجسس للمخرج توني سكوت، ثم في قسم الإكسسوارات بفيلم كوندان لمارتن سكورسيزي.
في السينما المغربية، عملت كمساعدة سكريبت في أفلام مثل علي، ربيعة والآخرون لأحمد بولان، وعلي زاوا لنبيل عيوش، ثم كمساعدة مخرج في ذاكرة معتقلة لجيلالي فرحاتي. ولتعزيز مهاراتها كمخرجة، التحقت بالمدرسة العليا للمهن البصرية والصوتية بباريس، حيث تعلمت استخدام الكاميرا، والمونتاج، والتسجيل الصوتي، وغيرها من المهارات الأساسية للإخراج السينمائي.
بعد عودتها إلى المغرب، عملت لمدة ثمانية أشهر في القناة الثانية، لكن تجربتها هناك كانت قصيرة.
في عام 2000، أخرجت أول أفلامها القصيرة، والذي حقق نجاحًا كبيرًا، حيث فاز بجائزة في ميلانو بإيطاليا. وهي جائزة تمنحها جمعية ثقافية بالتعاون مع مهرجان البندقية السينمائي، مما سمح بعرض الفيلم ضمن الفعاليات الموازية في البندقية. كما شارك الفيلم في مهرجانات مرموقة مثل مهرجان أوبرهاوزن بألمانيا، ومهرجان أوسلو بالنرويج، ومهرجان الفيلم القصير المتوسطي بطنجة.
بعد هذا النجاح، بدأت التريكي التحضير لأول أفلامها التلفزيونية جبروت، وهو ملحمة تاريخية تتناول الغزوات في المناطق البعيدة عن السلطة المركزية بالمغرب عام 1830، وعُرض الفيلم على القناة الأولى خلال شهر رمضان.
أما في رمضان 2005، فقد قدمت عملين هما مسلسل بعنوان ماريا نصار، وهو عمل درامي طويل، وفيلم بوليسي بعنوان مطاردة.

## أعمالها
- 2001: جبروت
- 2004: مطاردة
- 2005: ماريا نصار
- 2011: الغريب
- 2013: الراية البيضا
- 2019: طاكسي 2.0
- 2024: وشم الريح

## وصلات خارجية
- ليلى التريكي على موقع IMDb (الإنجليزية)
- ليلى التريكي على موقع قاعدة بيانات الأفلام العربية